# 喜多村久敬
喜多村 久敬（きたむら ひさたか）は、江戸時代中期の弘前藩士。

## 生涯
宝暦2年（1752年）に手廻組頭、用人兼帯、馬廻組頭となり、宝暦11年（1761年）に家老となった。明和7年（1770年）、家老を退任した。理由は病気であるという。
翌明和8年（1771年）、病死した。嫡男の親守が家督を継ぎ、家督800石のうち100石を次男の鉄之助が継いだ。